# Culex vicinalis
Culex vicinalis är en tvåvingeart som beskrevs av Meillon och Lavoipierre 1944. Culex vicinalis ingår i släktet Culex och familjen stickmyggor.
Artens utbredningsområde är Kongo-Kinshasa. Inga underarter finns listade i Catalogue of Life.